# Ozarba mustelina
Ozarba mustelina là một loài bướm đêm trong họ Noctuidae.